# Föräldraalienation
Föräldraalienation eller FA (engelska: parental alienation eller PA) är en pseudovetenskaplig förklaringsmodell som påstår att ett barn, ofta i samband med konflikt mellan föräldrarna/vårdnadshavarna, tar avstånd från eller helt avvisar den ena av dem, som det tidigare har haft en fungerande relation till, utan att det finns några faktiska grunder för avvisandet, som beror på den andra förälderns (alienatorns) påverkan på barnet.
Föräldraalienation (där det saknas faktiska grunder för ett avvisande) och berättigade avståndstaganden (där sådana, faktiska grunder finns) är olika saker. Professionella, inom till exempel socialtjänst, barnpsykiatri och rättsväsende, behöver ha kunskap om och redskap för att kunna identifiera och särskilja föräldraalienation och berättigade avståndstaganden, om drabbade barn och familjer ska kunna få hjälp.
Föräldraalienation är ett sammansatt socialt fenomen med vittgående effekter på familjens hälsa, barns biosociala utveckling och föräldrars livskvalitet som studeras tvärvetenskapligt ur flera ämnesperspektiv, inom rättspsykiatri, neuropsykiatri, psykologi, juridik, sociologi och med relevans för socialpolitik. Begreppet föräldraalienation är alltid könsneutralt, men det används ibland med olika innebörd som sociologiskt, rättsligt eller medicinskt begrepp.

## Kunskapsläget
Enligt såväl de internationella diagnosmanualerna som världshälsoorganisationen WHO, Europarådet och FN är föräldraalienation en pseudovetenskap som används av våldsamma män för att få vårdnad om, eller umgänge med, barnen trots att våld förekommit i hemmet. Konceptets fader, Richard Gardner, myntade parental alienation syndrome och har kritiserats för sina misogyna antaganden om att mammor ofta ljuger om våld i vårdnadstvister – något som saknar vetenskapligt stöd. Gardner påstod bland annat att 90 procent av de påstådda alienatorerna (manipulatörerna) var mammor.
Exempel på föräldraalienation är dokumenterade lögner hos den ena föräldern i syfte att få barnen att ta avstånd ifrån den andra föräldern. Detta kan till exempel inbegripa att påstå att sexuella övergrepp eller våld har förekommit trots att varken barn, skola eller annan omgivning uppger att det faktiskt har skett eller att tecken på detta finns. Det kan även inbegripa psykisk misshandel av barnet genom att för barnet berätta hur den andra föräldern inte älskar hen eller vill ha hen hos sig.
Beskrivningar av det som i dag kallas föräldraalienation återfinns i den psykologiska och/eller psykiatriska litteraturen från och med 1940-talet. Andra namn på det som i dag oftast och av flest kallas för föräldraalienation är till exempel Parental Alienation Disorder, PAD, och Parental Alienation Syndrome, PAS. De olika begreppen används idag parallellt även om de flesta professionella förefaller förespråka begreppet föräldraalienation.

Föräldrar som utövar föräldraalienation kan (men behöver inte ha) histrioniska, paranoida eller narcissistiska personlighetsdrag, svårigheter att hantera separationer och förluster eller kan ha haft dysfunktionella familjerelationer sedan tidigare.

## Vårdnadstvister
Det finns en stark koppling mellan föräldraalienation och vårdnadstvister. Trots att internationella organisationer varnar för användningen av föräldralienation i vårdnads- och umgängesmål förekommer det frekvent, ofta i fall där pappan utsatt mamman eller barnet för våld.
GREVIO (Group of Experts on Action against Violence against Women and Domestic Violence), Europarådets expertgrupp för övervakning av Istanbulkonventionen, har uttryckt stark kritik i sin rapport till Sverige på grund av användningen av PA i vårdnads- och umgängesärenden.
GREVIO anser att användningen av PA i vårdnads- och umgängesmål kan leda till att mäns våld inte upptäcks eller tas på allvar. De uppmanar att medlemsstater vidtar åtgärder för att säkerställa att rättssystemet skyddar kvinnor och barn från våld och inte förlitar sig på icke-vetenskapliga begrepp som PAS/PA i sina bedömningar.
I sin rapport om Sverige (november 2024) uppmanar GREVIO den svenska regeringen att prioritera säkerställandet av att alla relevanta professioner – socialsekreterare, domare, advokater och psykologer – känner till att PA saknar vetenskaplig grund. GREVIO uppmanar även Sverige att förbjuda användningen av PA och liknande koncept i familjerättsliga tvister. Flera länder har redan följt GREVIO:s rekommendationer och infört förbud mot PA.

## Svenska myndigheternas arbete med frågan
I dagsläget saknas det metodstöd, utredningar, rapporter och statistik från Socialstyrelsen inom området eftersom de inte haft i uppdrag att arbeta med frågan av socialdepartementet.

## Påverkan på barnet
I en studie med ungdomar i Sogn og Fjordane i Norge har det även visats att de som upplever att förlora kontakten med ena föräldern (gäller nästan uteslutande fäder), rapporterar om kraftig ökning av depressiva besvär, ångestsymtom och kroppsliga hälsobesvär. Om barnet förlorar kontakten med en eller båda föräldrarna, utan att allvarliga brister och missförhållanden påvisas genom en saklig och opartisk och rättssäker utredning, betraktas detta som grovt traumatiskt övergrepp.

## Kontroverser
Föräldraalienation har varit och är delvis fortfarande ett kontroversiellt begrepp. Synen på vad som är omtvistat skiljer sig åt mellan den professionella och den ickeprofessionella arenan. Meningsskiljaktigheterna bland de professionella har bland annat rört hur alienation ska definieras och om det är/bör vara ett medicinskt syndrom (PAS) eller inte (PA). Idag råder dock en stark önskan om samsyn.

Debatten på lekmannaarenan utgår från frågan om könsroller och uppvisar starkt polariserade förhållningssätt.
Fenomenet har kommit att inta en viktig punkt i krav som framställts av organisationer för mäns och pappors rättigheter. I gengäld har feministiska företrädare kritiserat förekomsten av föräldralienation i form av det tidigare använda begreppet parentalt alienationssyndrom.